# Steal This Album!
Steal This Album! ist das dritte Studioalbum der US-amerikanischen Metal-Band System of a Down, das im Oktober 2002 erschien.

## Entstehung und Veröffentlichung
Die Erstveröffentlichung von Steal This Album! erfolgte am 26. Oktober 2002 bei American Recordings in Japan (Katalognummer: SICP 311). Das Album erschien in seiner Originalausführung als CD und Download mit 16 Titeln. Am 12. Oktober 2018 erschien das Album erstmals als LP-Ausführung bei Columbia Records (Katalognummer: 19075865621).
Geschrieben wurden die Lieder alle gemeinsam von den beiden System-of-a-Down-Mitgliedern Daron Malakian und Serj Tankian, bei dem Lied I-E-A-I-A-I-O bekam sie Unterstützung der anderen beiden Bandmitglieder John Dolmayan und Shavo Odadjian. Dolmayan zeichnete darüber hinaus auch, zusammen mit Rick Rubin, für die Produktion verantwortlich.
Während der Aufnahmen zu Toxicity entstanden eine Vielzahl von Liedern, die auf Steal This Album! vertreten sind. Die Band selbst betonte, dass dieses Album nicht als Resteverwertung dienen soll, sondern lediglich das angefangene Projekt Toxicity beenden sollte, damit für neue Lieder Platz sei.

## Artwork
Die Gestaltung stellt einen CD-Rohling dar, auf dem lediglich der Name der Band und des Albums scheinbar handschriftlich abgebildet sind. Hierbei sollen die mit dicken Strichen geschriebenen Großbuchstaben den Gebrauch eines CD-Stiftes nachahmen. Dies steht im Gegensatz zu den auf kommerziell vertriebenen CDs üblicherweise verzierten Covern, auf denen Druckbuchstaben oder anderweitig künstlerische Schriftzüge verwendet werden. Das Design der CD lehnt sich somit an das typische Aussehen von Schwarzkopien an. Ebenso beschäftigt sich deren Name mit dieser Thematik.

## Titelliste
1. Chic ’N’ Stu – 2:23
2. Innervision – 2:33
3. Bubbles – 1:57
4. Boom! – 2:15
5. Nüguns – 2:31
6. A.D.D. (American Dream Denial) – 3:18
7. Mr. Jack – 4:11
8. I-E-A-I-A-I-O – 3:08
9. 36 – 0:46
10. Pictures – 2:07
11. Highway Song – 3:15
12. Fuck the System – 2:15
13. Ego Brain – 3:23
14. Thetawaves – 2:39
15. Roulette – 3:21
16. Streamline – 3:35

## Rezensionen
Das Album wurde unter den Kritikern positiv aufgenommen. Laut.de vergab die Höchstwertung und bezeichnete die Musikstücke als „größtenteils […] brillant“. Plattentests.de bezeichnete die Songs des Albums als „eindeutig zweite Wahl“, schrieb jedoch auch: „Die zweite Wahl von System of a Down“ stecke „die Premium-Auslese fast jeder anderen Band locker in die Tasche.“ Schlussendlich vergab Plattentests.de 7 von 10 Punkten. Diese Punktzahl, 7 von 10 Punkten, vergab auch metal.de, wobei auch hier die „Zweitklassigkeit“ der Songs kritisiert wurde. Whiskey-soda.de sah im Album eine „rauere Seite“ der Band und im Gegensatz zu Plattentests.de und metal.de „keinen Qualitätsverlust“ der Lieder im Gegensatz zu Toxicity. Whiskey-Soda.de vergab die Note 1−.
Die englischsprachigen Kritiken waren fast ausschließlich positiv. So gaben beispielsweise sputnikmusic.com (4,5 von 5 Punkten) oder Allmusic (4 von 5 Punkten), welche das Album als „System of a Downs sehr überraschend triumphales Album“ („most surprisingly triumphant album“) beziehungsweise als „in einigen Fällen geradezu schön“ („[…]in some cases, downright beautiful“) bezeichneten, hohe Wertungen. Auch die Magazine Entertainment Weekly und Spin bewerteten das Album positiv. Entertainment Weekly schrieb, „‚Steal This Album‘ steht einen Kopf und die tätowierten Schultern über seiner Konkurrenz im Hard-Rock-Genre“ („‚Steal This Album‘ stands head-and-tattooed-shoulders above its competition in the hard-rock genre“) und gab die Note „B+“, welche der Note 2+ im deutschen Notensystem entspricht. Spin beschrieb das Album mit den Worten „Gerade wenn du denkst, dass du Halt gefunden hast, verschwindet der Boden unter deinen Füßen“ („Just when you think you've got a foothold, the ground disappears under your feet.“) und gab 4 von 5 Punkten. Im Gegensatz zu den positiven Meinungen stehen die eher negativen Meinungen der Reviews der Musikmagazine Blender und Rolling Stone. Blender gab nur 2 von 5 Punkten und begründete dies mit den „ziemlich mottenzerfressenen“ („pretty moth-eaten“) Texten. Rolling Stone bewertete, mit 3 von 5 Punkten, besser als das Magazin Blender.

## Kommerzieller Erfolg

### Chartplatzierungen
| ChartsChartplatzierungen       | Höchstplatzierung | Wochen |
| ------------------------------ | ----------------- | ------ |
| Deutschland (GfK)              | 14 (12 Wo.)       | 12     |
| Österreich (Ö3)                | 24 (12 Wo.)       | 12     |
| Schweiz (IFPI)                 | 25 (14 Wo.)       | 14     |
| Vereinigte Staaten (Billboard) | 15 (22 Wo.)       | 22     |
| Vereinigtes Königreich (OCC)   | 56 (4 Wo.)        | 4      |

| ChartsJahrescharts (2003)      | Platzierung |
| ------------------------------ | ----------- |
| Vereinigte Staaten (Billboard) | 74          |

### Auszeichnungen für Musikverkäufe
| Land/Region                  | Auszeichnungen für Musikverkäufe (Land/Region, Auszeichnung, Verkäufe) | Verkäufe  |
| ---------------------------- | ---------------------------------------------------------------------- | --------- |
| Australien (ARIA)            | Gold                                                                   | 35.000    |
| Finnland (IFPI)              | Gold                                                                   | 15.886    |
| Italien (FIMI)               | Gold                                                                   | 25.000    |
| Neuseeland (RMNZ)            | Platin                                                                 | 15.000    |
| Vereinigte Staaten (RIAA)    | Platin                                                                 | 1.000.000 |
| Vereinigtes Königreich (BPI) | Gold                                                                   | 100.000   |
| Insgesamt                    | 4× Gold · 2× Platin ·                                                  | 1.190.886 |